# Alin Firfirică
Alin Firfirică (3 de noviembre de 1995) es un deportista de Rumania que compite en atletismo. Ganó una medalla de oro en el Campeonato Europeo de Atletismo por Equipos de 2021, en la prueba de lanzamiento de disco.